# Расизм в Латвии
Специальный докладчик ООН по современным формам расизма, расовой дискриминации, ксенофобии и связанной с ними нетерпимости в своем докладе 2008 года о Латвии выделяет три группы риска: этнических русских, приехавших в Латвию в советский период, народность рома и недавних мигрантов неевропейского происхождения.

## Преступность, мотивированная расизмом
Известны случаи нападений с применением насилия, разжигания вражды и осквернения кладбищ.

## Проявления расизма в политике и СМИ
ЕКРН в своём третьем докладе по Латвии отмечает как проблему использование расистского дискурса политиками и СМИ, выделив два типа расистской речи: 
- направленную против иммигрантов, определенных этнических групп (в частности, рома) и религиозных меньшинств (в том числе иудаистов, мусульман)
- связанную с отношениями между латышами и русскоязычными[4].

Организация «Всё для Латвии!», позднее вошедшая в правительство Латвии, характеризовалась как расистская политологом Н. Муйжниексом, будущим главой Европейской комиссии по борьбе с расизмом и нетерпимостью. Высказывания Г. В. Кристовскиса, министра иностранных дел в 2010-2011 гг., были охарактеризованы мэром Вентспилса Айваром Лембергсом, представителем также входившего в правительство блока СЗК, следующим образом: «Современный человек несовместим с расизмом. Я рад, что Кристовскис не врач».

## Оценки масштабов расизма
На конференции ЕКРН в 2005 году французский политолог Жан-Ив Камю характеризовал расизм в Латвии как «признак, характерный для повседневной жизни».
Министр иностранных дел Латвии в 2006 году сказал, что «Латвия более не защищена от проявлений расизма, что особенно заметно на улицах Риги в тёмное время суток и в тёмное время года». Эксперты, опрошенные официальным изданием Latvijas Vēstnesis в 2007 году, выразили мнение, что расизм в Латвии не является массовым или типичным для общества в целом. ЕКРН в 2007 году отметила как главную причину озабоченности экспертов по борьбе с расизмом «распространённое отрицание проблемы расистского насилия со стороны как общественности, так и властей».
В июле 2020 года президент страны Э. Левитс заявил, что расизм в Латвии "не относится к числу центральных проблем". По словам президента, проблема расизма существует везде, но в Латвии она не проявляется так, как во многих других странах, переживших колониализм и рабство, добавив, что в Латвии нетерпимость к другим расам или национальностям чаще выражается маргинально, например, в комментариях на порталах. Тем самым, Левитс констатировал, что проблема расизма в Латвии не относится к числу актуальных, но в обществе и школах нужно разъяснять, что расизм недопустим.